# 出水平野
出水平野（いずみへいや）は、九州南西部の鹿児島県出水市にある東西約12キロメートル、南北約8キロメートルの範囲に広がる平野である。東側及び西側には肥薩火山群、南側には出水山地を配し、北側は八代海に面している。ツルの渡来地があることで知られる。

## 地理
中央部には大野原台地や野添台地と呼ばれる複合扇状地からなる洪積台地が広がる。地下水位が2-3メートルと比較的高く、北部には湧水も見られる。台地上はおおむね畑として利用されている。東部には米ノ津川が、西部には野田川や高尾野川が流れており、水田の広がる沖積平野となっている。また、川沿いには河岸段丘が発達している。海岸部には総面積約1500ヘクタールの干拓地が広がる。

## 歴史
扇状地の扇頂部（上流部）に柿内遺跡、扇端部（海岸沿い）に出水貝塚と呼ばれる縄文時代の遺跡があり、比較的水を得やすい場所から集落が広がっていったことを示している。海岸部の干拓は1570年代に試みられたものの失敗し、1690年（元禄3年）から再開され1965年（昭和40年）まで順次拡大されていった。中央部台地上の開発は比較的遅く、1973年（昭和48年）に高川ダムがつくられてからである。